# 常永村
常永村（じょうえいむら）は山梨県中巨摩郡にあった村。現在の昭和町の西半にあたる。

## 歴史
- 1875年（明治8年）1月19日 - 巨摩郡築地新居（ついじあらい）村・築地新田（ついじしんでん）・飯喰（いっくい）村・河西村・上河東村が合併して常永村となる。
- 1878年（明治11年）7月22日 - 郡区町村編制法の施行により、常永村が中巨摩郡の所属となる。
- 1889年（明治22年）7月1日 - 町村制の施行により、常永村が単独で自治体を形成。
- 1942年（昭和17年）4月1日 - 西条村と合併して昭和村が発足。同日常永村廃止。

## 交通

### 鉄道路線
- 鉄道省
  - 身延線
    - 常永駅